# Sonnenheiligtum des Niuserre
Das Sonnenheiligtum des Niuserre ist ein altägyptisches Tempel-Bauwerk aus der Zeit der 5. Dynastie, welches bei Abu Ghurab unter dem König (Pharao) Niuserre erbaut wurde, der etwa von 2455 bis 2420 v. Chr. regierte.

## Forschungsgeschichte

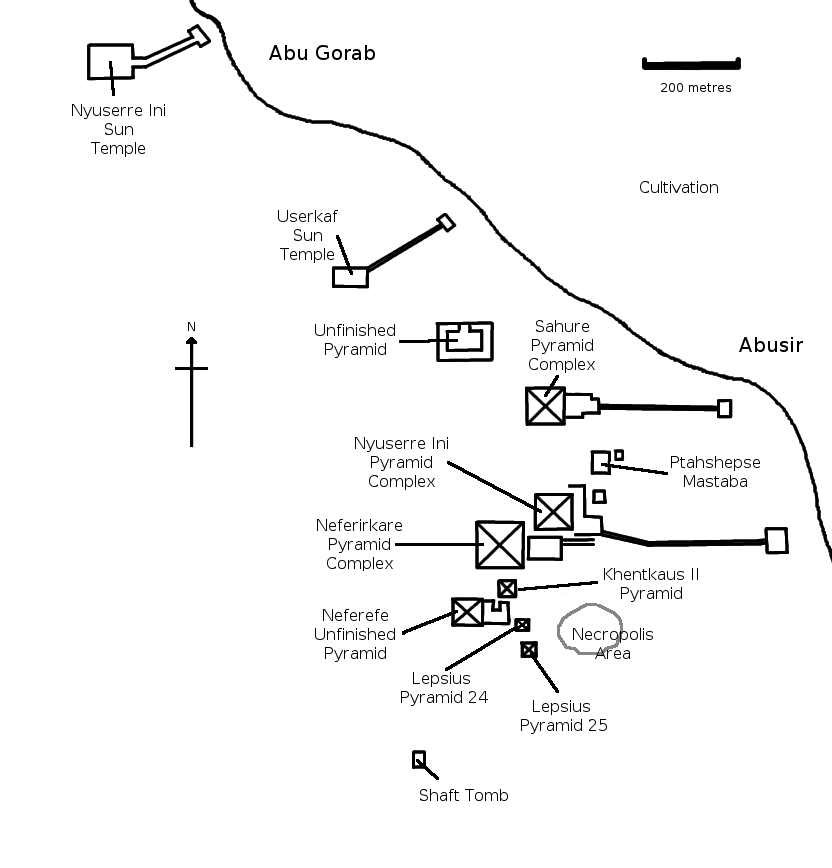
Übersichtsplan von Abusir mit dem Sonnenheiligtum des Niuserre (oben links)

Das Sonnenheiligtum des Niuserre wurde in der Description de l’Égypte zum ersten Mal erwähnt, jedoch war anstelle des Sonnenheiligtums eine Pyramide eingetragen. Zunächst war das Sonnenheiligtum daher unter der Bezeichnung „Pyramide von Righa“ bekannt.
- 1838 versuchte Perring die vermeintliche Pyramide freizulegen, fand aber nur Reste des Granitsockels. Es wurden aber auch Reliefs mit Sedfestdarstellungen gefunden, die der Auslöser für die umfassende Ausgrabung des Sonnenheiligtums waren.
- 1842 wurde durch die Mitglieder der preußischen Lepsius-Expedition eine exakte Vermessung vorgenommen und unter der Nummer XV in die Lepsius-Pyramidenliste eingetragen.
- 1882 hat Auguste Mariette vielleicht eine Versuchsgrabung durchgeführt, doch davon wurde nie etwas publiziert, diese Annahme beruht auf der Aussage eines ägyptischen Vorarbeiters.
- 1882/83 fand Henry Windsor Villiers-Stuart zehn Alabasterbecken und den Alabasteraltar.
- 1898–1901 gruben Ludwig Borchardt und Heinrich Schäfer das Sonnenheiligtum im Auftrag der Deutschen Orient-Gesellschaft vollständig aus.[2] Dabei bekamen sie finanzielle Unterstützung durch Friedrich Wilhelm Freiherr von Bissing.

## Abu Ghurab
Das Sonnenheiligtum des Niuserre mit dem Namen Šsp-jb-Rˁ (schesep-ib-Re – „Wonne des Re“) liegt ca. 1200 m nordöstlich von den Pyramiden von Abusir. Abusir spiegelt auch den Mythos von der Ermordung Osiris wider, dessen Leib in Stücke geschnitten wurde und diese an unterschiedlichen Plätzen begraben wurden. Der Name kommt vom griechischen Busiris und das wiederum von Pr Wsjr (per-Usir – „Haus des Osiris“). Das Sonnenheiligtum liegt auf einem natürlichen Hügel, der mit Hilfe einer künstlichen Aufschüttung zur Baufläche umgestaltet wurde. Dabei wurden ältere Ziegelgebäude, vielleicht Mastabas, die sich dort befanden, eingebettet. Es wurden an einigen Stellen die Reste von Ziegelmauern unter dem Hofpflaster gefunden.

## Sonnenheiligtum
Die Tempel des Sonnengottes unterscheiden sich sehr von denen anderer Götter. Während bei den anderen Göttern der Gedanke eines Hauses aufkommt, in dem der Gott gegenwärtig ist, haben die Sonnenheiligtümer die Gestalt eines offenen Hofes, in dessen Mitte sich ein Altar und ein Kultobjekt befinden. Sie tragen also den Charakter einer Kultstätte. Sie fügen sich damit in den Begriff des Tempels ein, haben aber dennoch ihren eigenen Charakter. Der Kult der Sonne nahm in der ägyptischen Tradition eine zentrale Rolle ein. Dennoch ist die Kenntnis von Heiligtümern der Sonne nur punktuell. Es sind acht Sonnenheiligtümer schriftlich bekannt, aber nur zwei wurden bis jetzt ausgegraben.
Außer dem Sonnenheiligtum des Niuserre sind noch fünf weitere Sonnenheiligtümer bekannt: Sonnenheiligtum des Userkaf, Sonnenheiligtum des Sahure, Sonnenheiligtum des Neferirkare, Sonnenheiligtum des Raneferef und das Sonnenheiligtum des Menkauhor. Architektonisch sind die Vorbilder der Sonnenheiligtümer des Alten Reiches die königlichen Pyramidenbezirke. Die Sonnenheiligtümer bestehen, wie die Pyramidenbezirke, aus dem dreiteiligen Konzept: Taltempel, Aufweg und dem oberen Heiligtum am Rande des Wüstenplateaus. Im Heiligtum erhebt sich, der Pyramide entsprechend, ein Obelisk.
Ob der Tempel von Heliopolis das Vorbild der Sonnenheiligtümer war, wird in der Ägyptologie kontrovers diskutiert. Jochem Kahl verweist in diesem Zusammenhang darauf, dass möglicherweise bereits seit der 2. Dynastie der Sonnengott Re vereinzelt verehrt wurde. Eine Verbindung des Re mit Heliopolis ist jedoch erstmals in den Pyramidentexten am Ende der fünften Dynastie belegt. Neben den architektonischen Merkmalen gibt es auch noch kultische Vorbilder aus den Pyramidenbezirken. Darunter zählt z. B. die Sedfestdarstellung, die sich in der südlichen Hälfte der Niuserre Sonnenheiligtums befindet; sie sind seit Djoser im Darstellungsprogramm etabliert. Seit Radjedef trägt der regierende König das Epitheton Sa Ra in seiner Titulatur. Dies wird in direkten Zusammenhang mit den Sonnenheiligtümern des Alten Reiches gebracht. Einige glauben, dass das Epitheton eine besondere Betonung der göttlichen Herkunft ist. Andere wiederum glauben, dass es einen Verlust der göttlichen Macht des Königs bedeutet, da der König vorher als Inkarnation des Re galt. Das Sonnenheiligtum kann also auch als Kompensation für diesen Rangverlust gesehen werden. Mit Ende der 5. Dynastie nach König Djedkare-Asesi wurde kein Sonnenheiligtum mehr angelegt. Erst ab der frühen 18. Dynastie begegnen einem wieder Sonnenkultstätten.

### Taltempel
Der Taltempel war kaum mehr als ein monumentales Tor zum Aufweg. Der Taltempel lag innerhalb einer dicken Umfassungsmauer. Borchardt hielt sie für den Wall einer Stadt, die den Tempel umgeben haben könnte. Die „Stadt“ wurde aber nicht näher untersucht, deshalb bleibt es nur Spekulation. Aufgrund des Mangels und durch zerstörte Überreste, ließ sich der Grundriss des Taltempels nur zum Teil vollständig rekonstruieren. Der Taltempel ist ein Kalksteingebäude von 4 m Höhe. Es ist von drei Seiten begehbar. Der Eingang ist ein Portikus aus vier granitenen Palmsäulen mit einer pylonartigen Fassade. Die Fassade bestand aus weißer Kalksteinverkleidung. Die beiden seitlichen Eingänge sind ebenfalls Portiken, aber jeweils nur mit zwei Palmsäulen. Die seitlichen Wege verlaufen im Knickachsenschema und sie sind axial ausgerichtet. Alle drei Eingänge führen in einen schmalen Gang, der direkt zum Aufweg führt. Der Taltempel ist auf einem kleinen Sockel errichtet worden, von dem noch Reste erhalten sind. Im Taltempel wurden zwei Inschriften gefunden. Beide bestanden aus einem Festkalender und dazugehöriger Opferlisten. Der Taltempel ist nicht genordet, sondern der Stadt angepasst.

### Aufweg und Eingangshalle
Der Aufweg konnte noch anhand von sichtbaren Resten in seiner gesamten Länge nachvollzogen werden. Er bestand aus einer geböschten Rampe und war mit dicken, weißen Platten gepflastert. Der Aufweg ist ca. 100 m lang und überbrückt zwischen Taltempel im Fruchtland und dem Heiligtum auf dem Plateau einen Höhenunterschied von ca. 16 m. Dekorationen sind nicht erhalten.
Die Steigung des Aufwegs führte an die Eingangshalle.
Die Eingangshalle war, wie der Taltempel auch, nicht mehr als ein monumentaler Torbau.
Diese L-förmige Eingangshalle wies ein Vestibül und einen dahinter liegenden Hauptraum auf.
Der Hauptraum war quer zur Achse verlaufend. Diese Längshalle erinnert an eine Längshalle in Form des pr-wr.w wie sie in den Pyramidentempeln zu finden ist. Aus diesem querliegenden Hauptraum gingen drei Durchgänge zu allen Bereichen des Heiligtums ab. Die Innenwände der Eingangshalle waren mit Granit verkleidet. In den Räumen der Eingangshalle wurden Blöcke mit Königsdarstellungen gefunden.

### Nördlicher und östlicher Gang sowie Magazine
Der östliche Gang führte jeweils in die Süd- und Nordhälfte des Heiligtums. Der Gang war wahrscheinlich gedeckt und dekoriert. Über die Dekoration ist nichts bekannt.
Auch der nördliche Gang war wahrscheinlich gedeckt und bei der Auffindung so schlecht erhalten, dass der Verlauf der Mauern nur anhand von Sandspuren und roten Markierungslinien nachzuvollziehen war. Am westlichen Ende des Gangs befand sich ein 0,75 m breiter Nebeneingang mit einem kleinen Vorraum. Er wurde entweder für die Lagerung/Anlieferung von Opfergaben gebraucht, oder es war ein Pförtnerzimmer, das ins Freie führte. Nahe dem östlichen Ende des Gangs führte eine kleine Treppe auf das Dach der umliegenden Räume. Der Gang war dekoriert, aber noch nicht fertiggestellt. Die Darstellungen zeigen Tempelgegenstände und Opfergaben. Man kann z. B. Tische sehen, auf denen goldene und silberne Schmucksachen liegen. Es wurde eine Fensterecke gefunden, die bezeugt, dass der Gang durch das Tageslicht beleuchtet war.
Es waren wahrscheinlich zehn Magazine. Sie wurden offenbar nicht fertiggestellt. Auch von ihnen wurden nur noch Reste gefunden. Die Bodenplatten der Magazine waren noch nicht fertig geglättet. Die Magazine dienten wohl zur Lagerung von Opfergaben. Es ist keine Dekoration bekannt.

### Südlicher Gang (Große Festdarstellung)
Der südliche Gang verlief unmittelbar an der äußeren Umfassungsmauer von der Süd-Ost-Ecke nach Westen. Er führte in den Vorraum des Obelisken; zu der „Weltenkammer“. Es war ein hoher Gang, von 4,50 m Höhe. Der Gang war wahrscheinlich gedeckt, da man in ihm Fragmente von gelben Sternen auf blauem Grund fand. Dies weist auf die klassische Tempeldeckenverzierung hin. Der Gang wurde wahrscheinlich durch mitgeführte Fackeln und nicht durch das Tageslicht beleuchtet. Es handelt sich hier um eine kultische Lokalität, anders als im nördlichen Gang, in dem es einfach praktischer war, durch das Tageslicht beleuchtet zu werden. Der südliche Gang hat sich zum Obelisken hin verjüngt. Er war dekoriert mit Reliefs der „Großen Festdarstellung“. Die Bilder und Beischriften beschäftigten sich mit den Festlichkeiten beim Regierungsjubiläum dem Sedfest und der Tempelgründung.

### Südliche Kapelle (Kleine Festdarstellung)
Kurz vor der Vorkammer des Obelisken existierte eine kleine südliche Kapelle. Sie war der besterhaltene Raum im Sonnenheiligtum. Zu dieser Kapelle führte noch ein zweiter Zugang auf der Hofseite. Dieser Zugang wurde von zwei undekorierten Stelen flankiert. Vor den Stelen standen zwei runde Kalksteinbecken. Diese Kalksteinbecken dienten den Priestern wohl für die rituelle Waschung, wenn sie aufgrund von kultischen Handlungen vom Altarhof ins Innere gingen. Die Tür vom Hof zur Kapelle war mit Granit verkleidet und zweiflügelig. Es standen noch Mauern mit original Reliefs und Darstellungen bei der Ausgrabung. Diese Darstellungen waren, wie im südlichen Gang, Szenen des königlichen Sedfestes und der Tempelgründung. Diese Szenen werden als „Kleine Festdarstellung“ bezeichnet. Die Funktion dieses Raumes ist bis heute nicht eindeutig geklärt. Es könnte sich um ein Ankleidezimmer des Königs während des Sedfestes gehandelt haben. Andererseits wird davon ausgegangen, dass im Sonnenheiligtum des Niuserre niemals ein reales Sedfest stattgefunden hat. Die Kapelle kann auch als eine „Abkürzung“ zum Allerheiligsten (Obelisk) gesehen werden. Der Obelisk war ja ansonsten nur durch den südlichen Gang erreichbar. Also ist dieser Raum ein Vestibül zwischen dem Altarhof und dem Obelisken.
Der südliche Gang und auch die südliche Kapelle bilden eine vorgeschaltete Räumlichkeit vor der Weltkammer und dem Obelisk, und beide weisen die gleiche Dekoration auf.

### Weltkammer
Der südliche Gang führte durch eine schmale Tür in einen kleinen Nord-Süd-orientierten Raum; die Weltkammer. Aus diesem Raum gelangte man durch eine weitere Tür in den Obeliskenunterbau. Die Weltkammer war reich dekoriert und es waren sogar bei Auffindung noch alle Farben erhalten. Bei der Dekoration handelt es sich um die „Jahreszeitenreliefs“.
Sie wurden 1891–1901 von Borchardt und Schäfer gefunden und nach Berlin gebracht, wo sie sich im ägyptischen Museum befinden. Allerdings nur noch zum Teil, denn die bis zum Zweiten Weltkrieg unveröffentlichten Stücke wurden Opfer des Krieges und sind zerstört. Aufgrund der Grabungsunterlagen und der Blaupausen dieser Stücke konnte in den 70er Jahren eine Rekonstruktion dieser Reliefs vorgenommen werden. Alle vier Wände waren dekoriert, wobei die Längswände den Hauptteil einnahmen. Die Reliefs zeigen die Vorgänge in der Natur während der Achet und der Schemu Jahreszeiten. Es wird die Auswirkung der Sonne auf die Natur gezeigt.
Es ist unter anderem dargestellt:
- Paarung und Wurf von Tieren
- Nord- und Südwanderung der Fische im Nil
- Die Ankunft der Zugvögel im Delta
- Die Ernte von Flachs, Honig und Feigen

Es sind also Pflanzen, Tiere und Menschen in allen möglichen Situationen dargestellt. Die Reliefs sind in ihrer Darstellung ganz dem irdischen Leben gewidmet. Die Darstellungen sind eine der ältesten Illustrationen von der Vorstellung der schöpferischen Kraft des Sonnengottes. Die Reliefs sind sehr präzise wiedergegeben und stehen zeitversetzt gegenüber der tatsächlichen Jahreszeit, da zur Zeit Niuserres der 1. Achet I auf Anfang April fiel. Die altägyptischen Jahresangaben auf dem Jahreszeitenrelief überlappen sich daher mit den tatsächlichen Monaten. Elmar Edel konnte durch Analyse der landwirtschaftlichen Aufzeichnungen und der Verhaltensweise der Zugvögel sowie der Fischwanderungen die jeweiligen Monate zuordnen:
| Jahreszeitenrelief des Niuserre mit Zuordnung der tatsächlichen Monate |           |           |          |           |          |           |          |           |           |            |           |
| Achet I                                                                | Achet II  | Achet III | Achet IV | Peret I   | Peret II | Peret III | Peret IV | Schemu I  | Schemu II | Schemu III | Schemu IV |
| Schemu III                                                             | Schemu IV | Achet I   | Achet II | Achet III | Achet IV | Peret I   | Peret II | Peret III | Peret IV  | Schemu I   | Schemu II |

Gebärende Tiere in der Weltkammer

Wie die ewig wiederkehrende Sonne sollte sich auch die Schöpfung kontinuierlich wiederholen. Die Darstellungen lassen sich auch nicht als Wiedergabe eines einmaligen Schöpfungsaktes auffassen, sondern stehen, verdeutlicht durch die Jahreszeiten, für die zyklische Wiederholung des göttlichen Handelns. In der Ägyptologie wurde die Frage diskutiert, warum augenscheinlich nur zwei Jahreszeiten abgebildet sind. Hierzu gab es mehrere verschiedene Thesen. Einige Forscher gingen davon aus, dass die Peret-Jahreszeit verloren gegangen ist, oder man sie nicht gefunden hat. Andere glaubten, dass ursprünglich nur zwei Jahreszeiten geplant waren, da für die dritte kein Platz gewesen sei, um sie symmetrisch in der Kammer darzustellen. Die Jahreszeiten waren eng mit dem Wirken des Sonnengottes verbunden. Dem Sonnengott verdanken die Menschen, Tiere und Pflanzen ihr Leben und ihre Eigenschaften.
Nach weiteren Untersuchungen der Sedfest-Dekoration im südlichen- und Obeliskenumgang ist die vermeintlich fehlende Jahreszeit in Kombination mit der Ausschmückung der „Weltkammer“ vollständig vorhanden. Die Schöpfung erscheint nun in einem Gesamtbild von Menschen, Tieren, Pflanzen und dem König, die als Geschöpfe des Sonnengottes auf der Erde dargestellt sind. Bestätigt wurde dieser Befund durch die Ansetzung des Sedfestes, das unter Niuserre am Tag des Nehebkau-Festes mit Sonnenaufgang des 1. Peret I begann.
Abschließend belegt die Lage der Vorkammer zum Obelisken die Schöpfungsfunktion, da die Weltkammer als einziger Raum einen direkten Zugang zum Allerheiligsten bot, der eigentlichen Stätte der Wiedergeburt. Die Weltkammer sollte dabei direkten Bezug zum Obelisken nehmen. Sie hat so zum Preisen und Huldigen des Sonnengottes sowie zur Wiedergabe der Schöpferkraft des Sonnengottes gedient.

### Obelisk

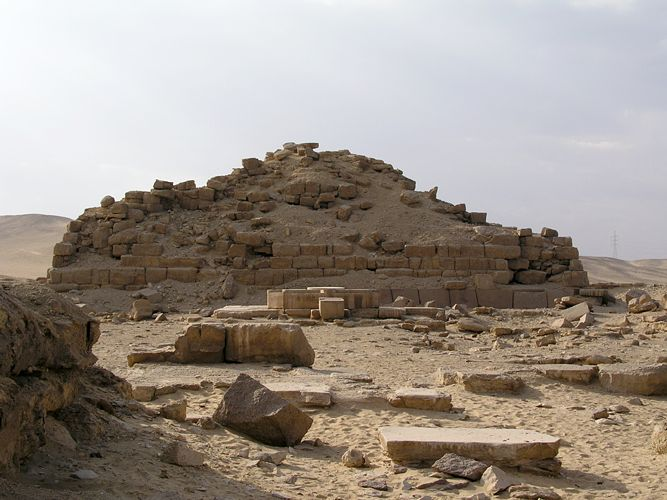
Heutige Überreste der Obeliskenbasis des Sonnenheiligtums

Der Unterbau des Obelisken war aus großen Kalksteinblöcken errichtet worden und auf Sockelhöhe mit dunkel geböschten Granitplatten verkleidet. Der Sockel war 20 m hoch. In der Mitte des Unterbaues stand ein granitener Obelisk, von dem nichts mehr erhalten ist. Der Obelisk soll 37 m hoch gewesen sein. Man wusste, dass es sich um einen Obelisken handeln muss, nachdem man auf einigen Blöcken hinter dem Namen des Sonnenheiligtums šspw-jb-Rˁ das Determinativ für Obelisk gefunden hat. Der innere Gang im Obeliskenunterbau war schmaler als der südliche Gang.
Hinter jeder Wendung verjüngte sich der Gang, wie dies auch schon im südlichen Gang der Fall war. Das Verringern der Raumhöhe und Raumbreite erzielte eine Dramatik, die sich beim Durchlaufen der dunklen immer schmaler werdenden Räume entwickelt. Man muss sich den Moment vorstellen, wenn eine Person aus den dunklen, immer enger werdenden Gängen auf die lichtüberflutete Obeliskenplattform tritt. Vor allem, weil das Heiligtum mit weißem Kalkstein verkleidet war und die Sonne natürlich so noch einmal verstärkt wurde und noch mehr blendete. Die Decke des Unterbaues war mit Sternen dekoriert.
Die Wände waren mit Reliefs der großen Festdarstellung geschmückt. Es handelt sich also um eine Fortsetzung der großen Festdarstellung aus dem südlichen Gang. Auf der Oberfläche des Obeliskensockels wurden sicherlich Sonnenrituale zelebriert. Die Spitze des Obelisken empfing am Morgen die Sonne, stieg am Obelisken entlang zur Erde herab und sammelte sich auf dem Opferaltar für kultische Handlungen von den Priestern. Der Obelisk war eine Verbindung von Himmel und Erde.

### Altar

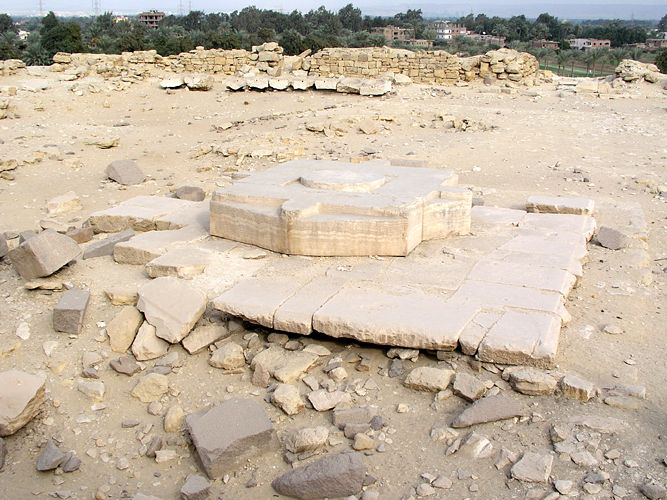
Altar des Sonnenheiligtums

Direkt in der Achse der Eingangshalle führte ein schmaler Zugang in den offenen Hof mit dem Alabasteraltar. Der Altar besteht aus einer runden, erhöhten Platte in der Mitte, um welche vier Blöcke in Form von ḥtp-Zeichen geschoben sind. Die runde Platte in der Mitte soll die Sonnenscheibe imitieren. Der Altar steht heute noch im Sonnenheiligtum.
Die Htp-Blöcke sind auf die vier Himmelsrichtungen ausgerichtet. Der ganze Altar lässt sich als „möge Re zufrieden sein“ lesen. Borchardt ging in seinem vorläufigen Grabungsbericht davon aus, dass der Altar von einer Mauer umgeben war und wohl in einem kleinen Tempel gestanden hat.

### Großer und kleiner Schlachthof

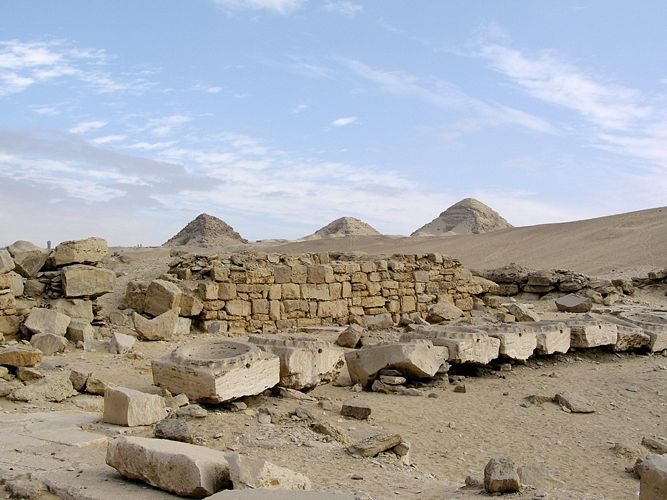
Opferbecken des großen Schlachthofs

Am westlichen Ende des nördlichen Ganges gelangt man in den Vorraum des großen Schlachthofes. Der große Schlachthof war ca. 800 m² groß. Der Hof lag ca. 15 cm über dem Hofpflaster und war horizontal ausgerichtet. Zur Abführung von Flüssigkeiten waren flache Rinnen über die gesamte Länge des Pflasters eingeschnitten, die sich nach Osten hin vertieften. Dort liefen sie in zehn Auffangbecken aus Alabaster, von denen heute nur noch neun vorhanden sind. Es wird angezweifelt, dass dort reale Schlachtungen stattgefunden haben. Man fand keinen Zugang der groß genug war, um das Schlachtvieh in den Schlachthof zu führen. Außerdem fand man keine Löcher für Ösen, an denen die Tiere festgebunden wurden. Deshalb wurde er Schlachthof als Ort für „rituelle Säuberung“ der Opfertiere. Ebenso wie die Sedfestdarstellungen sind auch die Schlachthöfe nicht die Wiedergabe realer Begebenheiten im Heiligtum.
Westlich des großen Schlachthofes befand sich ein kleiner Schlachthof. Von ihm ist nur ein Kalksteinblock erhalten. Der kleine Schlachthof soll die gleiche Funktion wie der große Schlachthof gehabt haben.

### Sonnenschiff
In einiger Entfernung in südlicher Richtung befindet sich das Sonnenschiff. Es ist 20 m lang und in ost-westlicher Richtung gelagert. Es wurde aus Ziegeln aufgemauert. Es besaß Holzplanken und hölzerne Deckenaufbauten, die teilweise vergoldet waren. Das war sehr detailreich gestaltet. So versuchte man auf den Ziegeln die Linien von Holzplanken zu imitieren. Es ist inschriftlich als maatj-Barke bekannt. In der Mythologie gibt es jedoch zwei Schiffe. Eines für die Tagesfahrt mˁnḏt („Tagesbarke“) und eines für die Nachtfahrt msktt („Nachtbarke“). Bis jetzt wurde bei Niuserre aber nur ein Schiff gefunden.

## Deutung und Funktion
Der Hof und der Obelisk sind ost-westlich ausgerichtet, damit die Front des Obelisken nach Osten zeigt. Der Tempelkult galt dem Sonnengott Re sowie seiner Gefährtin Hathor und dem König. Es existierte eine umfangreiche Priesterschaft, die den Kult an den Sonnenheiligtümern vollzog. Ihre Namen und Titel sind über Generationen hinweg belegt. Dies zeigt, welchen Stellenwert dieser Tempel im Alten Reich besaß. Unter anderem befinden sich dort auch Priestertitel, die auf den Hathor schließen lassen. Dabei wurde der Kult für den König unzweifelhaft, da durch Priesterämter bezeugt, bereits zu Lebzeiten des Herrschers weitergeführt.
Der Kult für Hathor und für den König war untrennbar von dem des Re abhängig. Die Dreiheit (Triade) Re-Hathor-König war offenbar in Gestalt von Statuen im Heiligtum vertreten. Der Kult des Re, der Hathor und des Königs im Sonnenheiligtum wurde von einer Reihe von Festen begleitet. Die Feste aus dem Niuserrekalender im Taltempel lassen sich einerseits als Königsfeste für den Herrscher, andererseits als Götterfeste interpretieren. Es gibt viele verschiedene Sinngebungen der Sonnenheiligtümer. Eine Meinung ist, dass es sich um Totenkomplexe für die Sonne handele. Eine andere Theorie von Dietrich Wildung besagt, dass es sich um eine Dualität zwischen Gott und König handele; ähnlich der Millionenjahrhäuser. Sicher wurden im Sonnenheiligtum Sonnenrituale zelebriert, die von Sonnenhymnen begleitet wurden.
Im Sonnenkult entfielen ja all jene in den übrigen Göttertempel vollzogenen Kultriten und wurden durch die Rezitation von Hymnen ersetzt. Ausgehend von der Weltkammer fällt auf, dass die Darstellung nur einen Bestandteil der Schöpfung thematisiert (Menschen, Tiere und Pflanzen). Den König dagegen findet man in den Sedfestszenen. Wenn wir also die Sedfestdarstellungen des südlichen Gangs und die des Obeliskengangs zusammen mit der Weltkammer nehmen, ist die Schöpfung wieder vollständig: König, Menschen, Tiere und Pflanzen werden vom Sonnengott erschaffen. Es scheint, als ob die Dekoration einem Gesamtkonzept unterliegt.
Das Motiv des Sedfestes ist ebenso zyklisch wie das Motiv der Jahreszeiten. Es geht um die ständige Erneuerung der Königsmacht und dadurch um den Wunsch des Königs nach ewiger Herrschaftsmacht. Die südliche Hälfte des Heiligtums, einschließlich des Obelisken thematisiert also die Schöpfung des Re und die Regeneration des Königs. Die nördliche Hälfte und die Magazine dienten als Versorgungsbereich. In Abusir wurden drei Pyramidenarchive in hieratischer Schrift gefunden. Sie geben Aufschluss über Dienstpläne, Inventare, Listen und Architekturverzeichnisse von den Pyramiden in Abusir. Man weiß, dass in den Sonnenheiligtümern ein Ochse, sowie Bier und Brot täglich an die umliegenden Pyramiden geliefert wurden.